# Diaphanopellis
Diaphanopellis — рід грибів родини Coleosporiaceae. Назва вперше опублікована 2005 року.

## Класифікація
До роду Diaphanopellis відносять 2 види:
- Diaphanopellis forrestii
- Diaphanopellis purpurea